# تجارب السكورش
تجارب السكورش هو كتاب خيال علمي للكاتب جيمس داشنر نشرت في 18 سبتمبر 2010 وهي الجزء الثاني لكتاب عداء المتاهة،تم تحويل الرواية لفيلم في 2015.